# 스테프 베르트하이메르
스테프 베르트하이메르(히브리어: סטף ורטהיימר, 독일어: Stef Wertheimer 슈테프 베르트하이머[*], 1926년 7월 16일~2025년 3월 26일)는 이스라엘의 기업인, 정치인이다. 그는 이스라엘 최대 부호로 간주되며 제9대 크네세트 의원을 맡았다. 또한 이스라엘 최고영예상인 이스라엘상 수상자이다. 이스라엘과 이웃나라에 공업 단지를 설립한 것으로 유명하다.

## 약력

### 유년 시절
독일 키펜하임(Kippenheim)에서 태어났다. 1937년 팔레스타인의 텔 아비브로 이주하여 정착하였다. 그는 텔-노르다우 학교에서 수학했으나, 16세에 자퇴하고 카메라 수리상에서 일하면서 엠마뉴엘 골드버그 교수에게로부터 광학을 배우기 시작하였다. 골드버그 교수는 20세기 초반 영상 기술을 여러 각도로 연구해온 뛰어난 연구원이자 발명가였다. 제2차 대전 당시인 1943년, 영국 공군에 입대하여 광학 설비 기술자로 일하였다. 그는 바레인에서 영국 공군의 비행기에 장착된 광학 장비를 수리하는 일을 담당했다.

### 이스카
1952년, 이스라엘 나하리야의 집 뒤뜰에서 "이스카"(Iscar)라는 절삭공구업을 시작했다. 곧 디스카운트 인베스트먼트 은행과의 파트너십을 통해 성장하기 시작했다. 오늘날 이스카는 세계 2위 금속가공 재벌인 IMC그룹으로 성장하여 GM과 포드등 자동차 제조업은 물론, 중공업, 항공업, 철강업 등 많은 제조업에 사용되는 초경산업 절삭공구를 제조 및 판매한다. 현재 세계 50여개국에 자회사를 두고 있다.
1969년, 6일 전쟁 이후 프랑스 무기의 엠바고를 풀기 위해 이스카 블레이드(Iscar Blades)를 설립하였다. 이는 현재 제트 엔진과 공업용 가스 터빈에 사용되는 날개를 생산하는 세계 최대 기업인 Blades Technology로 성장하였다. 프랫 앤 휘트니, 롤스로이스, GE와 같은 기업들을 고객으로 두고 있다.

## 워런 버핏과의 인연
2006년 5월, 투자의 귀재 워런 버핏 버크셔 해서웨이 회장에게 IMC그룹의 지분 80%를 50억 달러에 매각하였다. 2013년 5월, 워런 버핏은 잔여 지분 20%를 20.5억에 추가 매입하면서 IMC그룹 지분 100%을 소유하게 되었다.

## 같이 보기
- 대구텍
- IMC그룹
- 워렌 버핏
- 버크셔 해서웨이